# 5144 Achates
5144 Achates este o planetă minoră (asteroid), cu un diametru de 80,958 km, din Asteroid troian al lui Jupiter. A fost descoperită pe 2 decembrie 1991 la Observatorul Palomar de Carolyn S. Shoemaker și a fost numită după Achates. 
Obiectul prezintă o orbită caracterizată de o semiaxă mare de 5,1964911 UAi, o excentricitate de 0,2729, o înclinație de 8,9028 ° în raport cu ecliptica.